# 카미니
카미니(Kaminey)는 인도에서 제작된 비샬 바드와즈 감독의 2009년 액션, 드라마, 멜로/로맨스 영화이다. 샤히드 카푸르 등이 주연으로 출연하였다.

## 출연

### 주연
- 샤히드 카푸르
- 프리앙카 초프라

### 조연
- 아몰 굽테
- 시브쿠마르 스브라마니암
- 패트리시아 불
- 라자타바 더따
- 벅스 바르가바